# Brian Glover
Brian Glover (* 2. April 1934 in Sheffield, England; † 24. Juli 1997 in London, England) war ein britischer Schauspieler, Wrestler, Drehbuchautor und Schullehrer.

## Leben

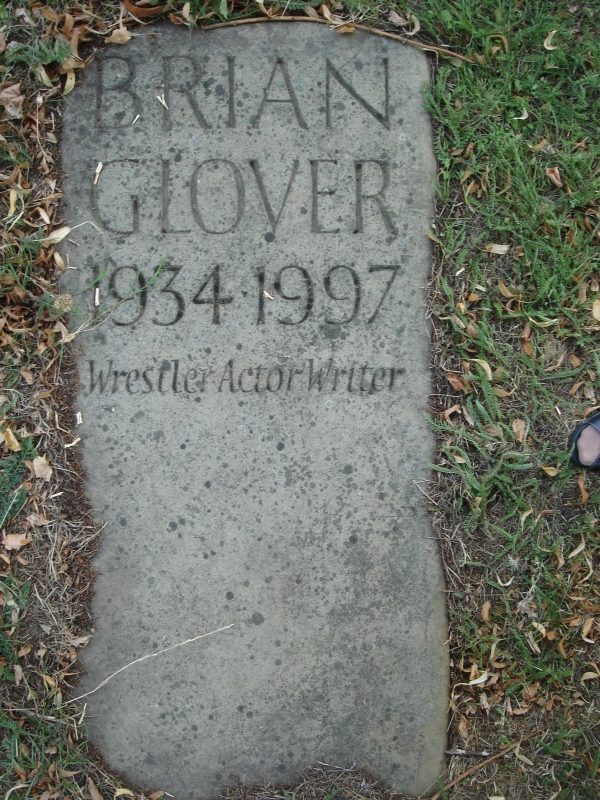
Grabstein von Brian Glover auf dem Brompton Cemetery

Obwohl in Sheffield geboren, wuchs Brian Glover in Barnsley auf. Sein Vater war Wrestler, seine Mutter hatte ein kleines Lebensmittelgeschäft. Er besuchte die University of Sheffield und finanzierte das Studium teilweise mit professionellem Wrestling, wo er zunächst unter dem Namen Erik Tanberg und später als Leon Arras auftrat. Glover wurde Lehrer für Französisch und Englisch in Barnsley, arbeitete aber nebenbei weiterhin als Wrestler. Einer seiner Lehrerkollegen war der Schriftsteller Barry Hines, welcher ihm eine komödiantische Filmrolle als sadistischer Sportlehrer im Drama Kes (1969), das auf einem Werk von Hines basierte, verschaffte.
Dies war der Anfang von Glovers Karriere als Schauspieler, wobei er überwiegend in markanten Nebenrollen spielte. Durch seinen breiten Yorkshire-Akzent, seine Glatze sowie sein raues Aussehen blieb Glover als Charakterdarsteller unverkennbar. Es folgten Auftritte an Theatern, in Fernsehproduktionen und Filmen wie O Lucky Man! (1973), The Old Curiosity Shop (1975), American Werewolf (1981) und Alien 3 (1992). Neben seiner schauspielerischen Tätigkeit, arbeitete er als Autor für zahlreiche Fernsehproduktionen und Kurzfilme, sowie an einer regelmäßigen Kolumne für eine Zeitung aus Yorkshire.
Glover war zweimal verheiratet und hatte zwei Kinder. Er starb am 24. Juli 1997 in einem Londoner Krankenhaus an einem Hirntumor.

## Filmografie (Auswahl)
- 1969: Kes
- 1971: Paul Temple (Fernsehserie, 1 Folge)
- 1972: Coronation Street (Fernsehserie, 1 Folge)
- 1973: O Lucky Man!
- 1973: Kein Pardon für Schutzengel (The Protectors, Fernsehserie, 1 Folge)
- 1975: Brannigan – Ein Mann aus Stahl (Brannigan)
- 1975: Die Füchse (The Sweeney, Fernsehserie, 1 Folge)
- 1975: The Old Curiosity Shop
- 1977: Deckname Sweeney (Sweeney!)
- 1977: Jabberwocky
- 1978: Fünf Freunde (The Famous Five, Fernsehserie, eine Folge)
- 1978: Absolution
- 1978: Simon Templar – Ein Gentleman mit Heiligenschein (Return of the Saint, Fernsehserie, 1 Folge)
- 1979: Der große Eisenbahnraub (The First Great Train Robbery)
- 1980: Der Aufpasser (The Minder, Fernsehserie, 1 Folge)
- 1981: American Werewolf (An American Werewolf In London)
- 1983: Der rote Monarch (Red Monarch)
- 1984: Die Zeit der Wölfe (The Company of Wolves)
- 1985: Doctor Who (Fernsehserie, Doppelfolge Angriff der Kybermänner)
- 1988: Der Priestermord (To Kill a Priest)
- 1989: Der Doktor und das liebe Vieh (All Creatures Great and Small, Fernsehserie, 1 Folge)
- 1989–1990: Albert Campion (Campion, Fernsehserie, 16 Folgen)
- 1992: Alien 3 (Alien³)
- 1993: The Bill (Fernsehserie, 1 Folge)
- 1994: Anna Lee (Fernsehserie, 5 Folgen)
- 1997: Schneewittchen (Snow White: A Tale of Terror)